# بادئ

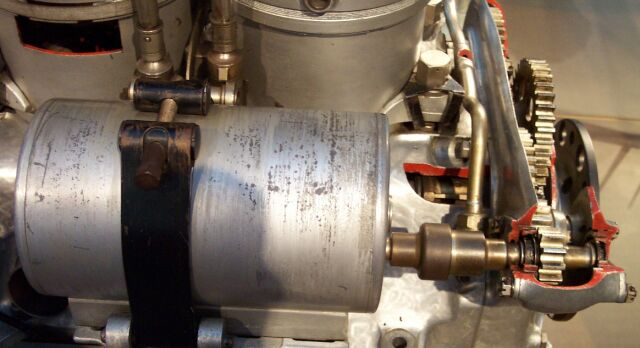
محرك بدء التشغيل في العشرينيات من القرن الماضي.

البادئ أو المبدئ أو المُقلِع (بالإنجليزية: Starter)‏ وسيلة تعمل على تشغيل المحرك. ويستعمل محرك بدء التشغيل لتشغيل محركات العديد من وسائل النقل بما في ذلك السيارات والشاحنات والقاطرات والطائرات.

## كيف يعمل محرك بدء التشغيل
عندما يدير السائق المفتاح في أداة التشغيل يسري تيار كهربائي من بطارية السيارة إلى الملف اللولبي في محرك بدء التشغيل. يُجذب المكبس وتكتمل دائرة المحرك من خلال الملامسات، ويبدأ غلاف الأرماتور في الدوران. ثم يدير الترس الصغير الحذافة التي تدير العمود المرفقي فيحرك بدوره المكابس ويشغل السيارة.

## مكوناته
يتكون من ثلاثة أجزاء رئيسية هي:
- محرك كهربائي : يقوم المحرك الكهربائي بتوليد العزم اللازم لتحريك محرك السيارة.
- المجمع والفحمات (الفراشي): يتكون المجمع من جزء أسطواني يحتوي على عدة شرائط موصلة، بينما تتكون الفراشي من مادة موصلة يتم ضغطها على المجمع. هذان المكونان يوفران التلامس الكهربائي اللازم بين الروتور الدوار ومصدر الكهرباء الخارجي، مما يتيح التدفق المستمر للتيار الكهربائي.
- قابض التجاوز
- ملف لولبي (السلونويد): يتحكم في تدفق التيار إلى المحرك الكهربائي يقوم الملف اللولبي بتنشيط المحرك الكهربائي ويضمن تشابك الترس الدوار مع الحذافة عند تدوير مفتاح الإشعال.

يتم تشغيل المحرك بالكهرباء التي توفرها بطارية السيارة، ويشكل قابض التجاوز حلقة وصل بين المحرك ومحرِّك السيارة فيمكنها من إدارة عمود المُحرِّك المرفقي. ويؤدي الملف اللولبي دور المحول بين البطارية ومحرك بدء التشغيل كما يسيطر على حركات قابض التجاوز.
وعندما يدير السائق المفتاح في أداة إشعال السيارة يسري التيار من البطارية إلى الملف اللولبي، بحيث تحدث الكهرباء مجالاً مغنطيسيًا حول الملف اللولبي فيجذب إليه المكبس. وعندما يكون المكبس في هذا الوضع تُربَط بطارية السيارة بمحرك بدء التشغيل؛ ونتيجة لذلك يجري تيار كهربائي خلال ملف أسطواني يسمى الحافظة (غلاف الأرماتور) في محرك بدء التشغيل، وهذا يجعل الدرع الواقي يبدأ في الدوران. انظر: المحرك الكهربائي.
وفي نفس الوقت الذي يربط فيه المكبس البطارية بمحرك بدء التشغيل تحرك رافعة تحويل لتدفع قابض التجاوز إلى عمود الحركة في المحرك. ويحرك قابض التجاوز أسنان الترس الصغير ليتشابك مع أسنان الحذافة فيجعلها تدور بسرعة. وتدير الحذافة عمود الحركة المرفقي الذي يحرك المكبس ويشغل المُحرِّك وبذلك يبدأ تشغيل السيارة.
طور المهندس والمخترع الأمريكي تشارلز كترنج أول محرك بدء تشغيل كهربائي ناجح للسيارات عام 1911، واستعمل لأول مرة في سيارة الكاديلاك موديل عام 1912
وقد كانت مُحركات السيارات قبل اختراع كترنج تشغل بطريقة يدوية؛ إذ كان السائق يبدأ قبل صعوده السَّيَّارة في إدخال ذراع تدوير في مقدمة المُحرِّك، ويصله بعمود المُحرِّك. ثم يديره حتى يبدأ المُحرِّك في الدوران. وبعد تشغيل المُحرِّك يفترض أن ينفصل ذراع التدوير عن العامود إلا أنه لا ينفصل في كثير من الأحيان ويؤدي ذراع التدوير الدائر بسرعة إلى الإضرار بسائق السيارة.

## محرك بدء التشغيل لمُحرّكات الديزل
تُشغَّل به المُحرِّكات التي تعمل بالديزل، المستعملة على نطاق واسع في الشاحنات والقطارات. وتحتاج مُحرِّكات الديزل طاقة لتشغيلها أكثر من مُحرِّكات البنزين لأنها تعمل على درجة ضغط أعلى كثيرًا. وبعض مُحرِّكات الديزل لها محرك بدء تشغيل كهربائي قوي يشبه تلك التي تجدها في مُحرِّكات السيارات. بينما تستعمل مُحرِّكات الديزل في قطارات السكة الحديدية مولداتها باعتبارها جهاز تشغيل كهربائي.
تشغّل كثير من مُحرِّكات الديزل بوساطة ضخ هواء مضغوط إلى بعض الأسطوانات مباشرة حيث يدفع هواء المكبس حتى يعمل المُحرِّك بنفسه. وتشغل مُحرِّكات ديزل أخرى بوساطة مُحرِّك مساعد صغير. انظر: محرك الديزل.

## مفاتيح تشغيل الطائرة
كان تشغيل الطائرات الأولى بوساطة دفع المروحة باليد مما يؤدي إلى تحريك العمود المرفقي. وما زالت هناك قلة من الطائرات المروحية الصغيرة يبدأ تشغيلها بهذه الطريقة، إلا أن معظم الطائرات المروحية الخفيفة لها محرك بدء تشغيل كهربائي يشبه ذلك الموجود في السيارات.
ومعظم الطائرات التجارية والعسكرية الكبيرة مزودة بمحرك بدء التشغيل ذي محرك توربيني، أو محرك نفاث. وتجعل تلك المُحرِّكات التوربينية الصغيرة المُحرِّكات النفاثة الرئيسية تدور بسرعة تشغيل عادية بوساطة تزويدها بالهواء ذي الضغط العالي. وتزود وحدة قدرة مساعدة منفصلة موجودة بالطائرة أو في الأرض محرك بدء التشغيل بالقدرة.